# La Voie lactée (film, 1969)
Pour les articles homonymes, voir Voie lactée (homonymie).
Pour plus de détails, voir Fiche technique et Distribution.
La Voie lactée est un film franco-germano-italien articulé autour des diverses hérésies du christianisme, de Luis Buñuel, sorti en 1969.

## Sujet du film
Le film est construit à la façon des récits picaresques. Deux hommes se rendent à Saint-Jacques-de-Compostelle, non pour le pèlerinage, mais dans l'intention de voler quelques pèlerins. Pierre est âgé et croyant ; Jean jeune et athée. Ils y feront des rencontres troublantes, les unes symboliques (Dieu le père qui se sépare en trois personnages en les quittant), les autres les faisant voyager dans l'espace comme dans le temps. Le film fait ainsi apparaître un évêque hérétique du IVe siècle, le Christ et ses disciples, des inquisiteurs, le marquis de Sade, un Jésuite et un Janséniste ou encore des convulsionnaires. Les personnages principaux se retrouvent personnellement mêlés aux multiples querelles qui, depuis ses origines, ont jalonné l'histoire de l'Église.
Le film est parsemé de nombreuses citations en clin d'œil aux spectateurs avertis en théologie. Bien qu'il possède plusieurs niveaux de lecture, il reste accessible au plus grand nombre.
La plupart des grandes hérésies sont évoquées, ainsi que les rapports entre la religion et l'ordre social (scène du restaurant, intervention des gendarmes…) ou la vie intime (scène de l'hôtel) dans un climat souvent onirique ainsi qu'il est de coutume chez Buñuel. Le film se termine sur une image d'aveugles qui, leur chemin barré par un minuscule fossé où se perd leur canne, ne peuvent suivre Jésus dispensant son enseignement.

## Fiche technique
- Réalisateur : Luis Buñuel
- Assistants réalisateur : Pierre Lary, Patrick Saglio
- Scénaristes : Luis Buñuel, Jean-Claude Carrière
- Dialoguistes : Luis Buñuel, Jean-Claude Carrière
- Société de production : Greenwich Film Productions (Paris)
- Société de production : Medusa Produzione (Rome)
- Producteur : Serge Silberman
- Producteur exécutif : Ully Pickardt
- Directeur de production : Ulrich Picard
- Distributeur d'origine : C.C.F.C. - Compagnie Commerciale Française Cinématographique (Paris)
- Directeur de la photographie : Christian Matras
- Cadreur : Bernard Noisette
- Ingénieur du son : Jacques Gallois
- Musique originale : Luis Buñuel
- Décorateur : Pierre Guffroy
- Costumier : Jacqueline Moreau
- Maquilleur : Jacqueline Pipard
- Monteur : Louisette Hautecoeur
- Script : Suzanne Durrenberger
- Régisseur : Jean Lara
- Maître d'armes : Claude Carliez
- Photographe de plateau : Jean Distinghin
- Affiche : Jacques Vaissier (France)

## Distribution
- Paul Frankeur : Pierre
- Laurent Terzieff : Jean
- Denis Manuel : Rodolphe
- Daniel Pilon : François
- Édith Scob : la Vierge Marie
- Bernard Verley : Jésus-Christ
- Delphine Seyrig : la prostituée
- Georges Marchal : le jésuite
- Pierre Clémenti : l'Ange de la Mort
- Julien Guiomar : le prêtre
- Julien Bertheau : M. Richard
- Alain Cuny : l'homme à la cape
- Michel Piccoli : le marquis de Sade
- Christine Simon : Thérèse
- Ellen Bahl : Mme Garnier
- Agnès Capri : la directrice d'école
- Muni : la mère supérieure
- Claude Jetter : la jeune vierge
- Jacqueline Rouillard : la fille de salle
- Béatrice Costantini : une fille de Priscillien
- Rita Maiden : une fille de Priscillien
- Claudine Berg : une mère
- Augusta Carrière : une nonne
- Pierre Maguelon : le caporal
- Jean Piat : le janséniste
- Claude Cerval : le brigadier
- Claudio Brook : l'évêque
- François Maistre : le curé fou
- Marcel Pérès : l'aubergiste espagnol
- Michel Creton : un serveur
- Jacques Rispal : un serveur
- Georges Douking : le berger
- Michel Etcheverry : l'inquisiteur
- Bernard Musson : l'aubergiste français
- Jean-Claude Carrière : Priscillien
- José Maria Berzosa : le premier diacre de Priscillien
- Jean Clarieux : Saint Pierre
- Stéphane Bouy
- Jean-Louis Broust
- Luis Buñuel
- Gabriel Gobin
- Pierre Lary

## Autour du film
Jean-Claude Carrière, assistant du réalisateur, a mis en garde dans une interview contre tout contresens sur le film, qui se veut une évocation du mécanisme des hérésies davantage que de la religion. Le film montre de façon très subtile que toute hérésie combine une interprétation particulière d'un écrit obscur d'une part, et d'une recherche de pouvoir ou de prestige de l'autre, à travers de nombreux exemples. Le duel argumenté et mortel du janséniste et du jésuite, s'affrontant à coup d'épée comme de répliques, est à cet égard représentatif du film.

## Quelques critiques au moment de sa sortie
« C'est une farce sérieuse, ou si l'on préfère, un film d'une sévérité facétieuse. À tout prendre, un film qui n'est pas antipathique […]. C'est tout bonnement une fantaisie sur le thème le moins fantaisiste qui soit : les hérésies ou plutôt les quelques hérésies qui depuis le début de notre ère ont agité et perturbé le christianisme. »

— France catholique, André Besseges, 18 avril 1969

« Brillant, classique par sa forme, baroque par son esprit, tel apparaît dès l'abord le nouveau film de Luis Buñuel […]. En ne s’attachant qu’aux aspects extérieurs des débats qui marquèrent l’histoire de l'Église, La Voie lactée ne permet pas de comprendre l'histoire tout court. Si l'on peut le regretter, ce n'est pas une raison pour bouder le film. »

— L'Humanité dimanche, François Maurin, 23 mars 1969